# Husitské muzeum
Husitské muzeum je státní muzejní instituce sídlící v jihočeském Táboře, jejímž primárním cílem je mapovat dějiny husitského hnutí, města Tábora a oblasti Táborska.
Muzeum shromažďuje 450 tisíc sbírkových předmětů z oboru archeologie, historie, numizmatiky, umění, etnografie a přírodních věd. Jeho zřizovatelem je Ministerstvo kultury České republiky.
Hlavní expozice se nachází na táborském Žižkově náměstí v gotické budově Staré radnice (č. p. 1), jež je sama o sobě významnou kulturní památkou s druhým největším gotickým sálem se síťovou klenbou v Česku, vystavěnou roku 1521. Zde muzeum prezentuje stálou expozici nazvanou Husité. Zpřístupňuje odtud rozsáhlou síť středověkého sklepení, tzv. lochů, vykutaných hluboko v podloží, jež spojují řadu táborských domů.
Muzeum spravuje rovněž bývalý barokní augustiniánský klášter na náměstí Mikuláše z Husi, kde od počátku 90. let 20. století sídlí vedení muzea a jsou zde umístěny depozitáře. Část kláštera byla zpřístupněna jakožto Galerie Ambit, navštívit lze v letních měsících i přilehlý rajský dvůr rekonstruovaný roku 2019.
Muzeum spravuje též další táborskou památku, zbytky hradu Kotnov s dochovanou věží a k ní přiléhající Bechyňskou bránu. Věž slouží jako vyhlídková a spatřit zde lze stálou expozici nazvanou Tábor, pevnost spravedlivých i královské město. Muzeum spravuje taktéž Památník dr. Edvarda Beneše v nedalekém Sezimově Ústí, tedy bývalou vilu druhého československého prezidenta, s přilehlým parkem. Benešův památník byl Husitským muzeem otevřen v roce 2005.
Pod Husitské muzeum spadá i Blatské muzeum, jež má pobočky v Soběslavi a ve Veselí nad Lužnicí. Muzeum též velmi úzce spolupracuje s Husovým domem v německé Kostnici, kde Jan Hus bydlel před osudným procesem a upálením.

Jádro sbírek muzea se začalo tvořit díky úsilí několika nadšených kantorů táborského gymnázia a hospodářské školy (dnes Vyšší odborná a střední zemědělská škola v Táboře) v polovině 19. století, kdy se vědomí o husitské tradici města začalo po desítkách let útlumu obnovovat, také v souvislosti s procesem národního obrození. Nejznámějším z těchto kantorů byl August Sedláček, proslulý jinak svým patnáctisvazkovým dílem o českých hradech a zámcích. Rada města schválila založení muzea 6. prosince 1878 jakožto muzea městského. Veřejnosti byly sbírky zpřístupněny o šest let později. V roce 1906 uspořádalo muzeum velkou výstavu věnovanou osobnosti Jana Husa, první takovou na světě. V roce 1960 bylo muzeum přejmenováno na Muzeum husitského revolučního hnutí. Po listopadu 1989 získalo název současný.

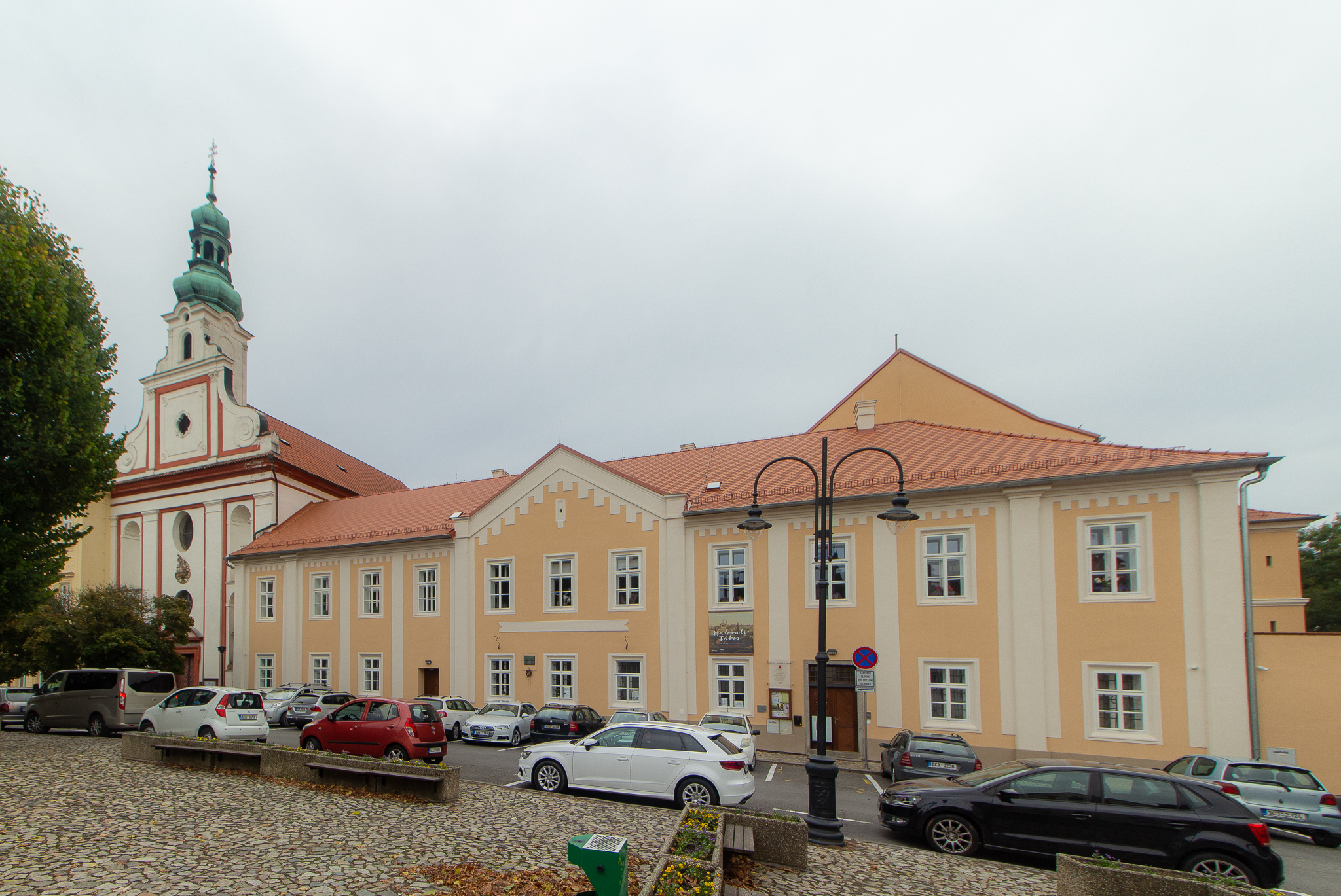
Augustiniánský klášter, kde sídlí vedení a depozitáře
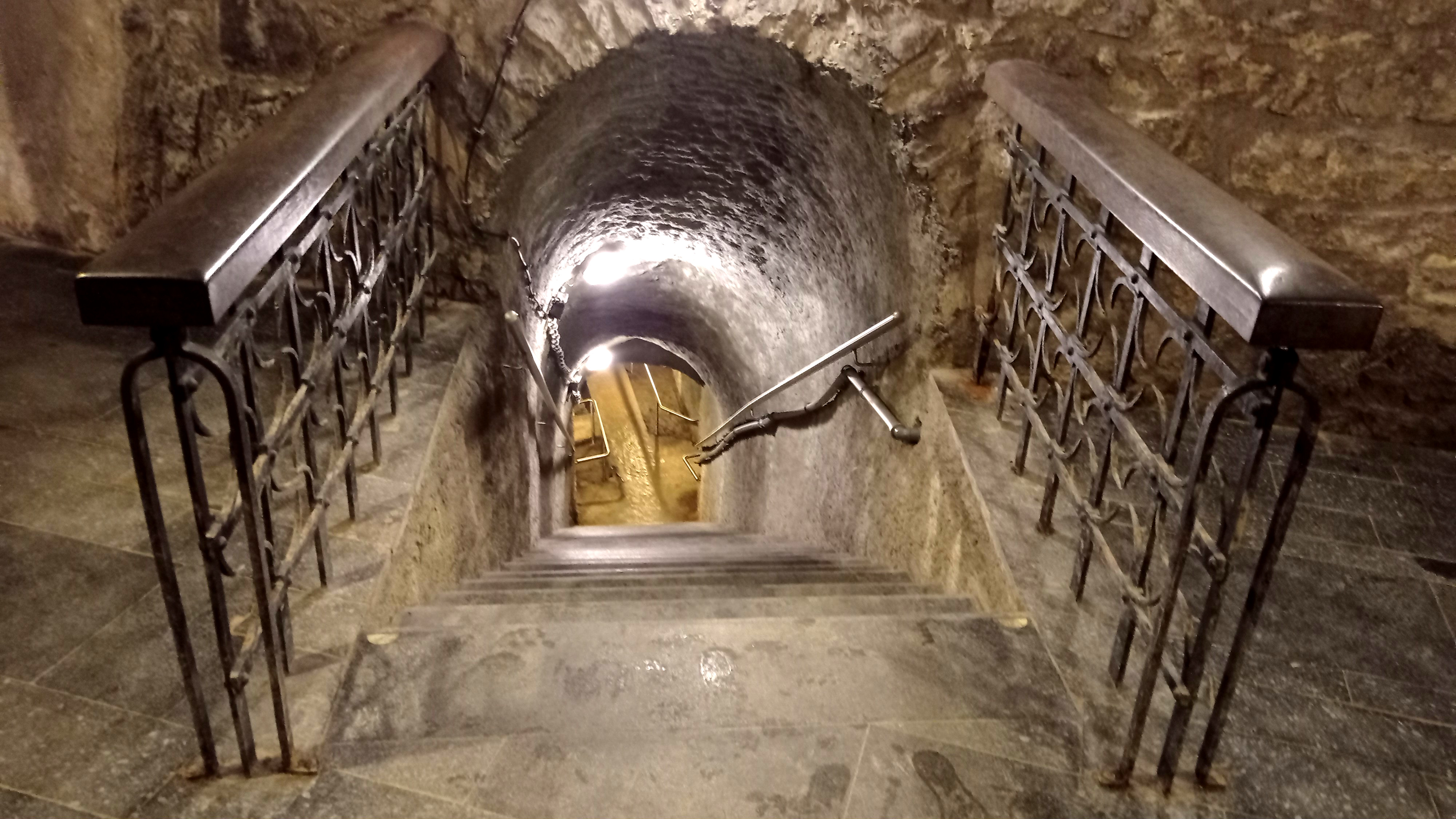
Lochy
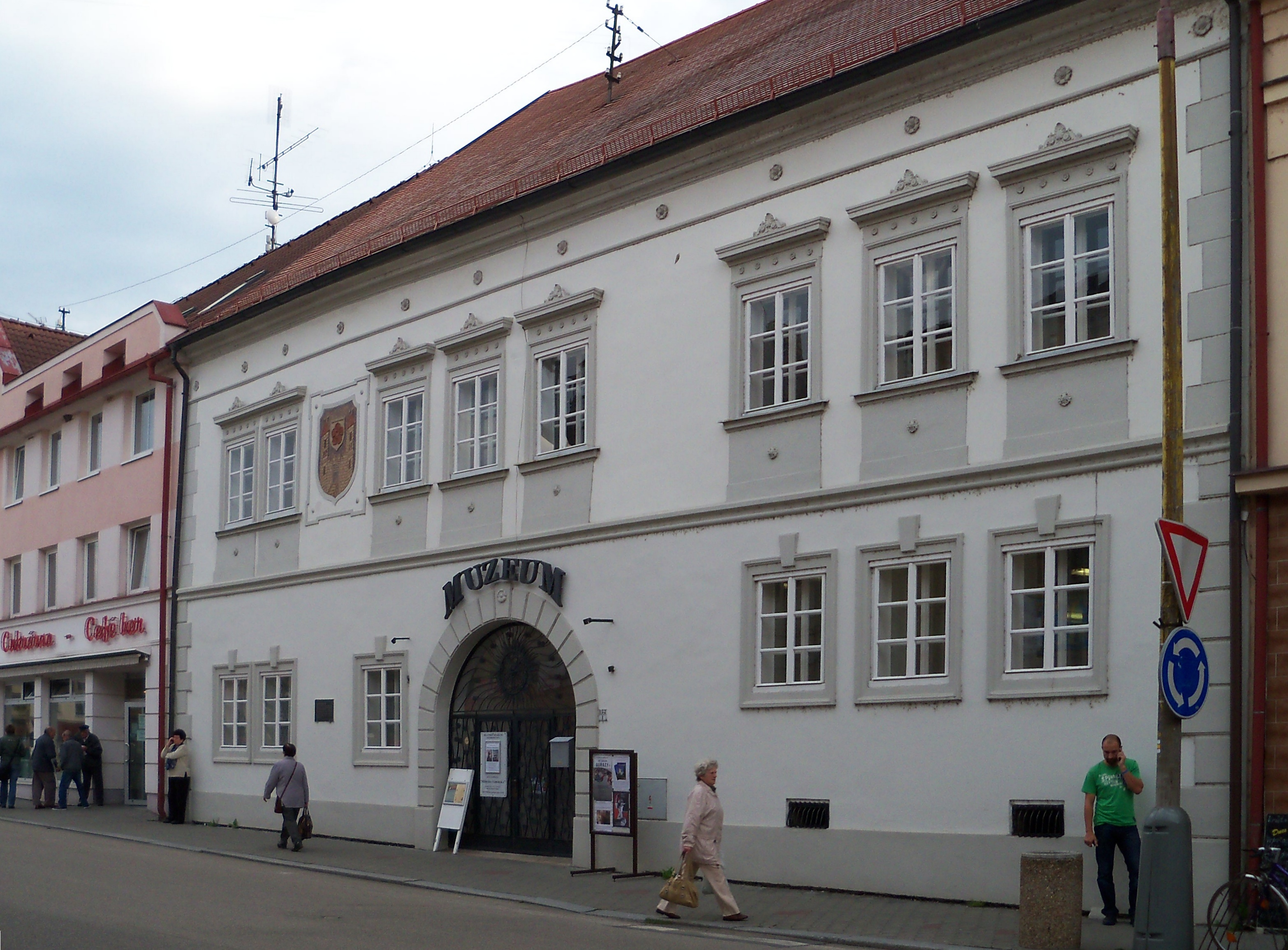
Blatské muzeum Soběslav – Rožmberský dům
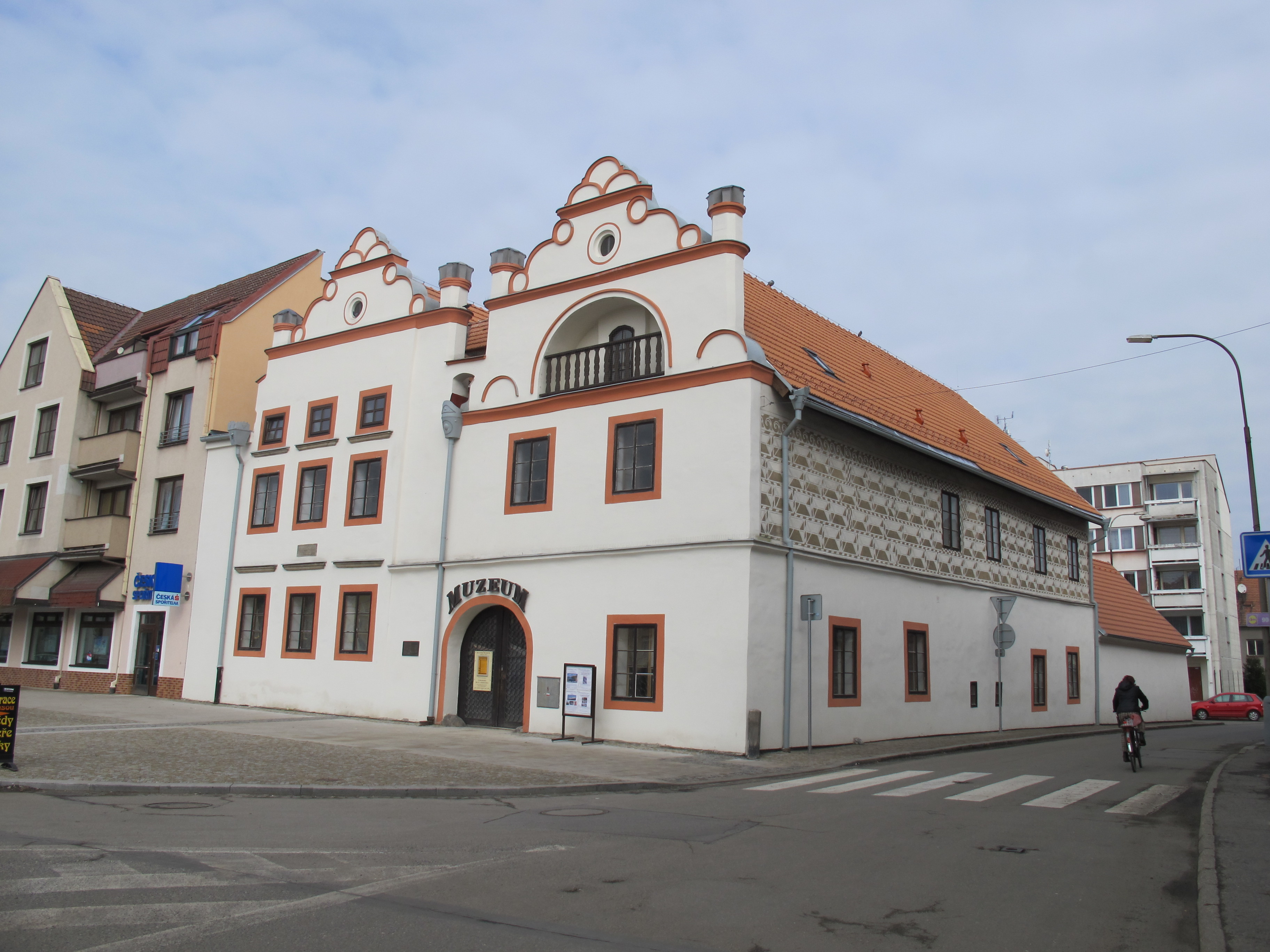
Blatské muzeum Soběslav – Smrčkův dům
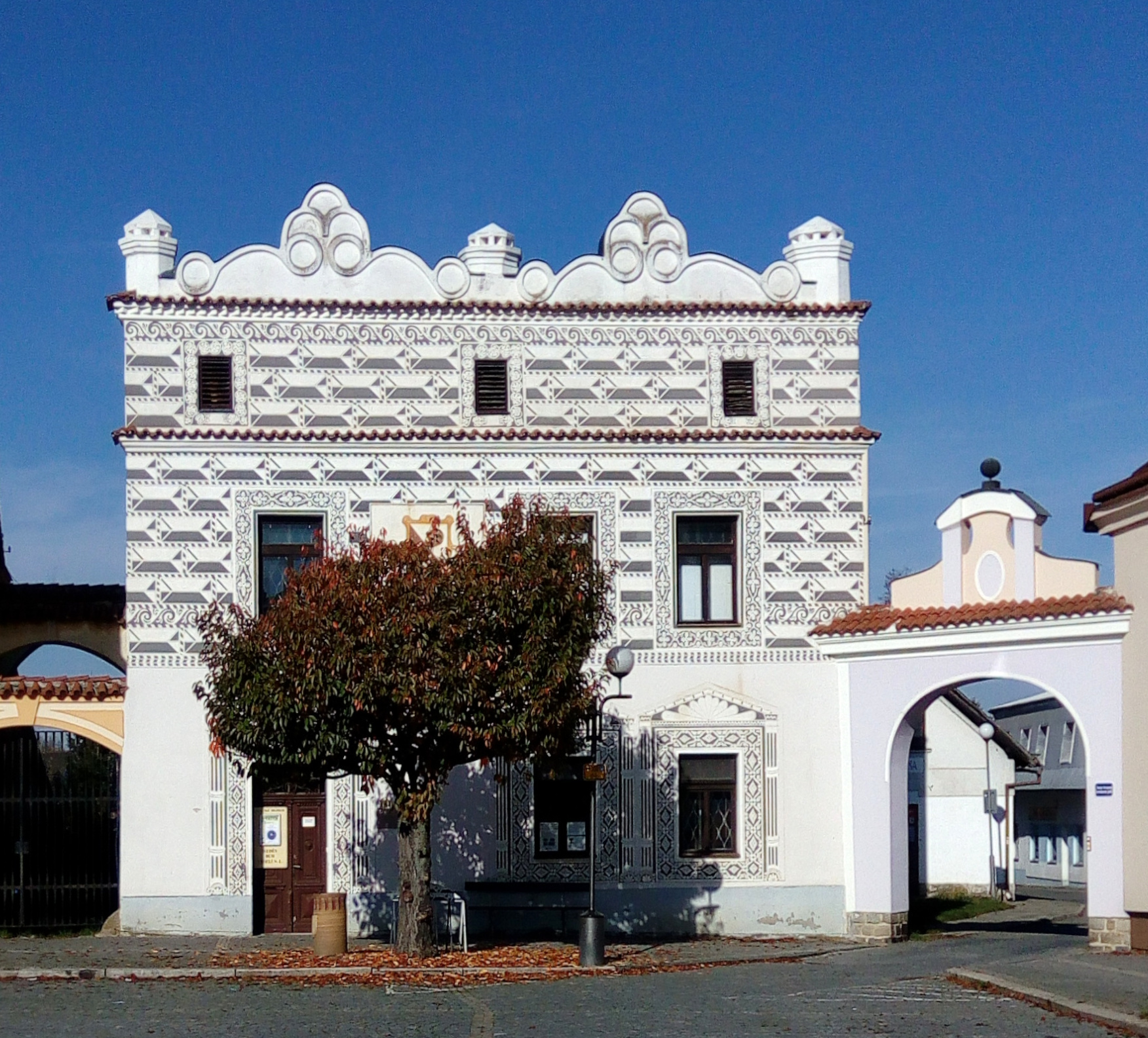
Blatské muzeum Veselí nad Lužnicí – Weissův dům
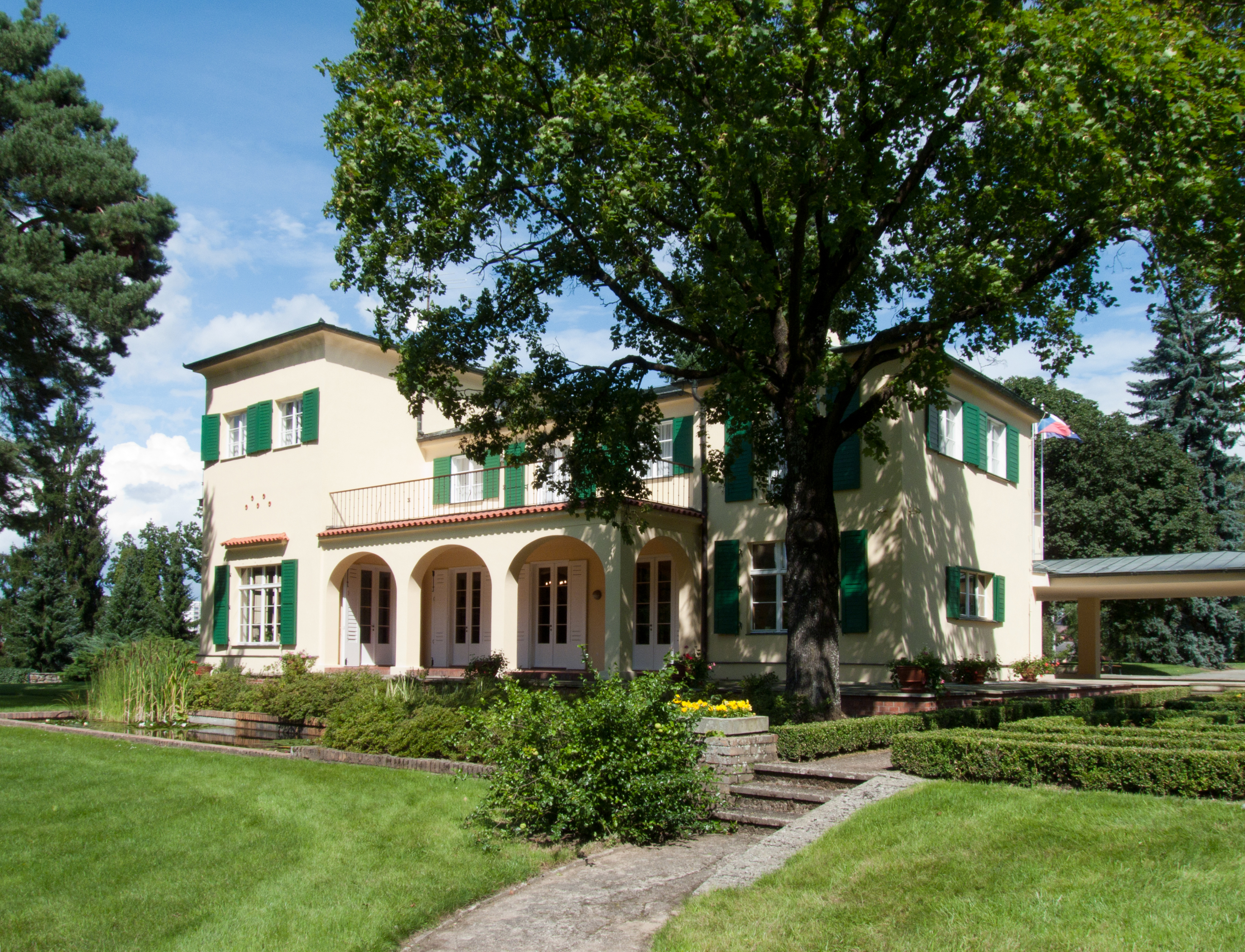
Památník dr. Edvarda Beneše v Sezimově Ústí
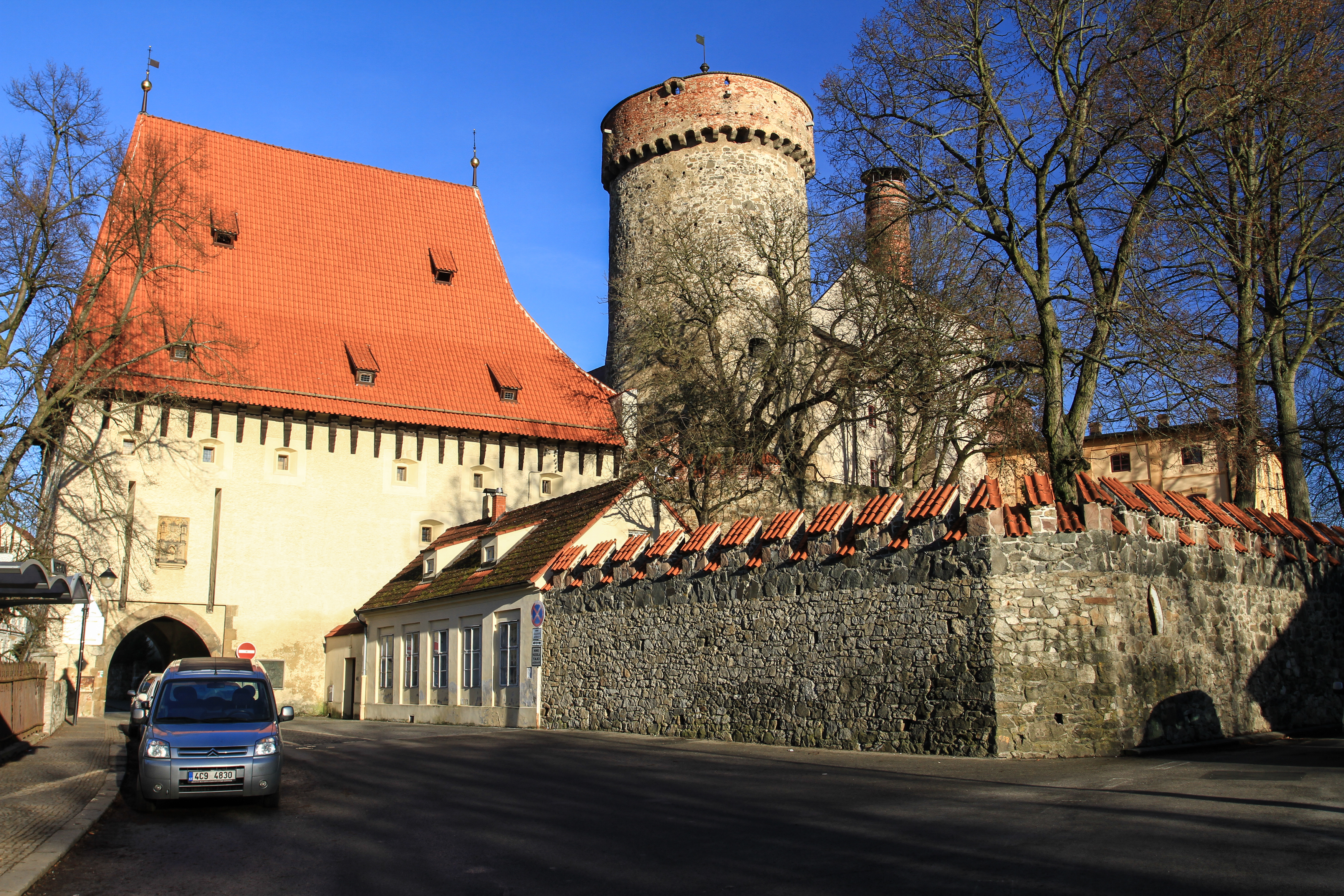
Kotnov a Bechyňská brána
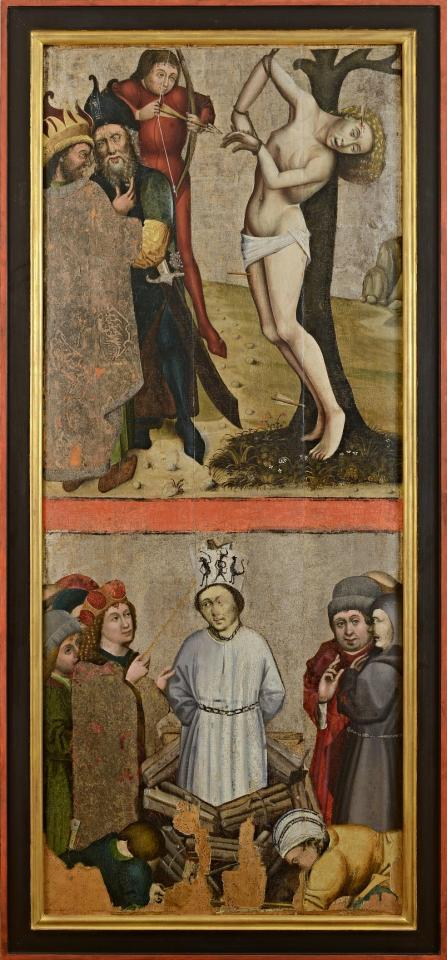
Oltář z Roudník, jeden ze sbírkových předmětů muzea